# Kim Pyung-rae
Kim Pyung-rae (kor.: 김평래, ur. 9 listopada 1987 roku w Korei Południowej) – koreański piłkarz, występujący na pozycji pomocnika.

## Kariera piłkarska

### Kariera klubowa
Karierę piłkarską rozpoczął w drużynie reprezentującej Chung-Ang University. Latem 2009 wyjechał do Ukrainy, gdzie został piłkarzem Metałurha Zaporoże. Przez problem językowy (porozumiewał się tylko w języku koreańskim) nie potrafił zająć miejsca w podstawowej jedenastce, dlatego w grudniu 2009 był zmuszony opuścić klub. Po powrocie do Korei Południowej broni barw Seongnam Ilhwa Chunma.